# El Adelantado de Segovia
El Adelantado de Segovia es un diario español editado en la ciudad de Segovia. Se trata del decano de la prensa de la provincia de Segovia, y es el periódico más difundido de la misma.

## Historia

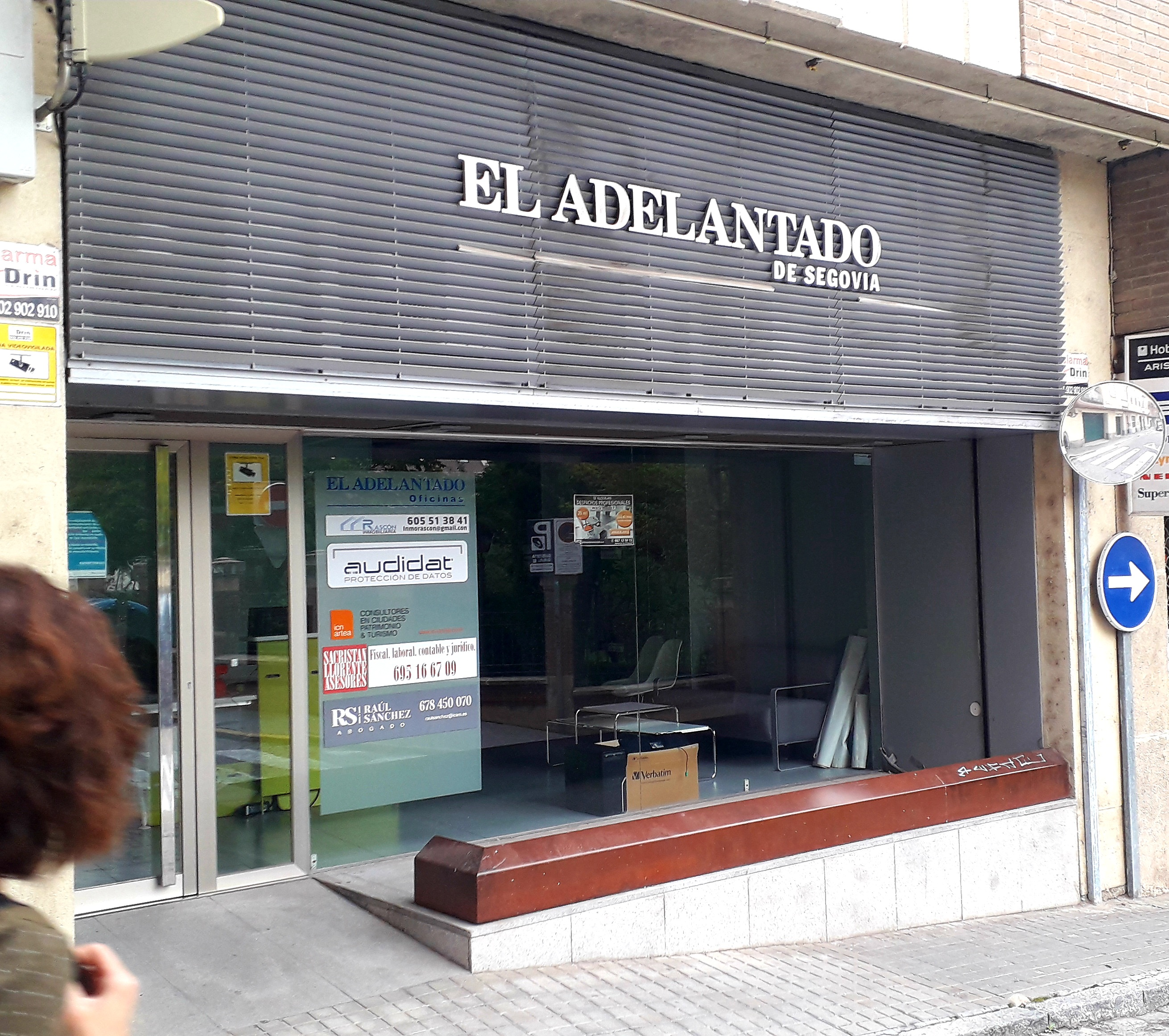
Sede del El Adelantado de Segovia

En el año 1901 el político Rufino Cano de Rueda adquirió la cabecera del semanario El Adelantado, fundado en 1880, y continuó publicando el periódico con el mismo nombre y con periodicidad semanal hasta el mes de octubre del mismo año, que pasó a ser diario de la tarde. Tras un intento de fusión en 1902 con el Diario de Avisos de Segovia, su nombre se cambió al actual, convirtiéndose en una publicación de carácter local para la ciudad.
El diario, con Rufino Cano de Rueda como director-propietario del mismo, mantuvo durante la Segunda República una línea editorial católica, conservadora y filo-monárquica, cercana a la CEDA. Antes de la Guerra civil visitaron sus páginas las firmas de personajes de todas las ideologías como Antonio Machado, Francisco Ayala o Mariano Quintanilla. Y tras la contienda lo harían, entre otros, Dionisio Ridruejo, Francisco Otero, Miguel Delibes o Mario Vargas Llosa.
En el inicio del siglo xxi, una parte mayoritaria de la empresa seguía perteneciendo a la familia fundadora.
En 1996 se convirtió en el primer periódico de Castilla y León en disponer de edición en internet, y en 2007 en el primer periódico europeo en publicar online en colaboración con Google toda su tirada histórica desde su fundación.
El 4 de octubre de 2007, Correos y Telégrafos de España emitió un sello postal correspondiente a la serie Diarios Centenarios que reproduce un ejemplar del diario.
A mediados de 2023 el periódico cambió de nuevo la tipografía de letra del nombre para volver a la inicial e histórica, dejando de nuevo en letra pequeña la anotación "de Segovia" y quedando remarcado el primer nombre del periódico,"EL ADELANTADO".
A pesar de su adaptación digital, la pérdida de suscriptores y de publicidad ha reducido notoriamente el diario, fruto de la orientación política del periódico. Los propios periodistas han denunciado en la última década que se vetan ciertos artículos y que se obliga a tener condescendencia con el PP (partido donde milita el marido de la propietaria y del que reciben publicidad institucional).Incluso la Federación de Periodistas reflejó las quejas fruto del incumplimiento del código deontológico, destapado por los propios empleados.
Desde 2023 y tras un ERE, edita menos de 40 páginas con la mayoría de artículos redactados por agencias externas. En los últimos años se han realizado recortes de plantilla.